# 李端 (嘉慶進士)
李端（？—？），字凝度，号文轩，山西武鄉縣人，清朝政治人物。

## 生平
嘉慶四年（1799年）己未科进士，改庶吉士，散館授翰林院編修，因病歸鄉。